# اس‌اس لاسکنس
اس‌اس لاسکنس (به انگلیسی: SS Lasknes) یک کشتی بود که طول آن ۲۶۲ فوت ۷ اینچ (۸۰٫۰۴ متر) بود. این کشتی در سال ۱۹۲۷ ساخته شد.